# ريتشارد مادن
ريتشارد مادن (بالإنجليزية: Richard Madden)‏ مواليد 18 يونيو 1986 في اسكتلندا، هو ممثل اسكتلندي بدأ مسيرته الفنية عام 1999. معروف لدوره كروب ستارك في صراع العروش.

## الأعمال

### أفلام
- التواطؤ (Complicity) (الدور: آدم الصغير)
- غرفة الدردشة (فيلم) (Chatroom) (الدور: ريبلي)
- سترايز (Strays) (الدور: إيليوت)
- وعد(فيلم 2013) (A promise) (الدور: لودويغ)
- سندريلا (فيلم 2015) (Cinderella) (الدور: الأمير)
- ابيزا (Ibiza) (الدور: ليو ويست)

### مسلسلات
- بارمي آنت بوميرانج (Barmy Aunt Boomerang) (الدور: سيباستيان سيمبكينز)
- ينابيع الأمل(Hope Springs) (الدور: دين مكنزي)
- قلق حول الصبي(Worried About the Boy) (الدور: كيرك براندون)
- صراع العروش(Game Of Thrones) (الدور: روب ستارك)
- صفارات الإنذار (Sirens) (الدور: آشلي غرينويك)
- أغنية عصفور (Birdsong) (الدور: الكابتن مايكل واير)
- كلونديك(Klondike) (الدور: بيل هاسكل)
- ميديتشي: سادة فلورنسا (Medici: Masters of florance) (الدور: كوزيمو دي ميديتشي)
- الحارس الشخصي (Bodyguard)(الدور: ديفيد باد)

## روابط خارجية
- ريتشارد مادن على موقع IMDb (الإنجليزية)
- ريتشارد مادن على موقع ميتاكريتيك (الإنجليزية)
- ريتشارد مادن على موقع روتن توميتوز (الإنجليزية)
- ريتشارد مادن على موقع ألو سيني (الفرنسية)
- ريتشارد مادن على موقع تيرنر كلاسيك موفيز (الإنجليزية)
- ريتشارد مادن على موقع أول موفي (الإنجليزية)
- ريتشارد مادن على موقع قاعدة بيانات الفيلم (الإنجليزية)
- ريتشارد مادن على موقع كينوبويسك (الروسية)